# Kounari
Kounari è un comune rurale del Mali facente parte del circondario di Mopti, nella regione omonima.